# Arabische Socialistische Unie (Syrië)
De Arabische Socialistische Unie (Arabisch: الاتّحاد الاشتراكى العربى, al-Ittiḥād al-Ištirākī 'l-ʿArabī) is een politieke partij in Syrië die in 1964 werd opgericht.
De partij werd opgericht door nasseristische panarabisten die tegen de ontbinding van de Verenigde Arabische Republiek (federatie van Egypte en Syrië) die in 1961 plaatsvond. De partij was aanvankelijk tegen het regime van de Ba'ath-partij maar in 1971 trad de ASU toe tot het Nationale Progressieve Front dat gedomineerd wordt door de Ba'ath-partij. Het werd al snel duidelijk dat het regime niet van plan was om de Verenigde Arabische Republiek te herstellen en de meerderheid van de ASU trad in 1973 onder de naam Democratische Arabische Socialistische Unie (DASU) uit het Nationale Progressieve Front. Deze ondergrondse oppositiepartij kwam onder leiding te staan van Jamal al-Atassi, een bittere tegenstander van het Syrische regime.
Tot de grondwetswijziging van 2012 kreeg de ASU als lid van het Nationale Progressieve Front een standaard aantal zetels in de Volksraad (parlement) toebedeeld. Bij verkiezingen in 2012, 2016 en 2020 behaalde de partij telkens twee zetels.

## Verwijzingen
1. ↑  asuparty.org. Gearchiveerd op 6 december 2021.
2. ↑  Of: Arabische Socialistische Unie Partij.